# Gruber Lajos (jogász)
Gruber Lajos (Pest, 1855. május 24. – Budapest, 1907. augusztus 11.) jogi doktor és királyi alügyész.

## Élete
Gruber Jakab (1823–1890) kereskedő és Schwarcz Rozália (1829–1907) gyermekeként született. Szülővárosában végezte gimnáziumi és jogi tanulmányait. Mint egyetemi hallgatónak, a közigazgatósági bíráskodásról írt pályamunkáját a Pasquich-díjjal jutalmazták. A jogi doktori fok elnyerése és az ügyvédi vizsgálat letétele után Budapesten ügyvédi gyakorlatot folytatott és különösen a bűnügyi védelem terén működött. A budapesti ügyvédi kamara megválasztotta választmányi tagjának és megbízta azon felirat szerkesztésével, melyet a büntetőtörvénykönyv módosítása tárgyában az igazságügyminiszterhez intézett. 1891-ben a budapesti királyi ügyészségnél királyi alügyésszé kinevezték. A londoni Howard-Association és a párizsi Société général des prisons levelező tagja, a magyar jogászegylet választmányának is tagja volt.
Házastársa Stern Teréz volt.

## Újságcikkei
Cikkei a Magyar Themisben (1877. Közigazgatási biráskodás és könyvism., 1880. Vitás kérdések a házassági jogból, A közigazgatási biráskodás kérdése 1877-79. években, a Közigazg. Lapokban is. Egyetemes alkotmányisme rövid vázlatban, Adalék közigazgatási jogszolgáltatásunk jellemzéséhez. A miniszterelnök és a közigazgatási biráskodás és könyvism.), a Jogtudományi Közlönyben (1878. Könyvism., 1881. A pénzügyi birósági törvényjavaslathoz, Emberkínzás a fővárosban, 1882. A legujabb bajor törvény a közigazgatási biráskodásról, 1883-84. Az államszolgálat jogi természete és rendszeres államszolgálati pragmatica elvei, 1885. Boszniai levelek. Birói figyelembe vehető-e az országos közegészségügyi tanácsnak indokolatlan felülvéleménye?, 1886. A törvényszéki orvostan és a felülvélemények, Árvaszék és büntető bíróság. Cultus disparitas, A születések anyakönyvezése, Kihallgatható-e a kiskorú mint sértett a bűnvádi perben, ha szülőjével mint tettessel áll szemben?, A magyar vasuti jog, A tanubaidézés kérdéséhez az esküdtszéki eljárásban, Eljárási reformok a budapesti törvényszéknél és könyvism., 1887. A kóros nemi ösztön befolyása a büntetendő cselekmények elkövetésére, 1888. Psychopathia sexualis, A zene és a fegyház, Az illetékesség kérdéséhez, A megyei administratio köréből, Öntudatlan elmeállapot vagy megzavart elmetehetség, Dohányzó fegyenczek, A rabélelmezésről, 1889. A gyermekvédő-egyesület, A büntetési- és börtönrendszer az észak-amerikai Egyesült-Államokban, A gyermekvédelemre vonatkozó új angol törvény, 1890. A fegyenczek földmunkákkal foglalkoztatása, A börtönügy, A halálbüntetés állása a törvényhozásokban és a gyakorlatban, A feltételes elitélés eredményei Amerikában és Angliában, A büntetés feltételes elengedéséről szóló Fayer-féle tervezet, A rövid tartamú szabadságbüntetés Angliában, Az administrativ úton történő kitiltás Budapesten, Psychopathia sexualis, 1891. A feltételes elitélés eredményei Amerikában 1890-ben, Börtönügyi hivatalnokaink kiképeztetéséről, A New-York állami javító-intézet Elmira, Hézagot képez-e a magyar BTK.-ban a gyermekölés büntetési tételének alacsony volta?, 1892. A büntető törvénykezés Boszniában, 1893. A feltételes elitélés legújabb eredményei Francziaországban és Angliában, Büntetőjogi viták egy amerikai javitó-intézetben), a Közigazgatási Lapokban (1879. Stein Lőrincz, A jogi állam és a közigazgatási jogszolgáltatás, ford.), a Jogi Szemlében (1889. A büntető itéletek végrehajtásának feltételes felfüggesztéséről, 1890-91. A feltételes elitélésre vonatkozó angol törvénynek törvényhozási tárgyalásai, Magyarország fenyitő intézetei), a Jogban (1889. A tőzsdejáték jelentősége a magyar BTK.-ban, A Pribil-esethez, Az országos közegészségügyi tanács felülvéleménye a Pribil-ügyben, 1891. Adalékok a feltételes elítélés kérdéséhez, Az álhírek terjesztésének büntetőségéről).

## Munkái
- A közigazgatási bíráskodás eszméje, kellékei és alakzatai Európában, különös tekintettel Magyarországra és a kérdés parlamentáris sorsának történetére hazánkban. A budapesti k. m. tudomány-egyetem által jutalmazott pályamunka. Budapest, 1877.
- Az 1883. XLIV. t.-cz. a közadók kezeléséről, jegyzetekkel, utalásokkal és magyarázattal. Budapest, 1883. (2. kiadás. Budapest, 1889.)
- A pénzügyi közigazgatási bíróságról szóló törvényjavaslat. Budapest, 1883.
- A budapesti ügyvédi kamarának felirata a büntetőtörvénykönyv módosítása tárgyában. Budapest, 1891.
- A feltételes elítélés. Budapest, 1891. (Magyar Jogászegyleti Értekezések VI. 9.) Online
- A javító-intézetekről és az ifjukori bűnösökről. Budapest, 1897. (M. Jogászegyleti Értekezések XIII. 8.)